# Leopard 1
Il Leopard 1 è un carro armato da combattimento progettato e prodotto dalla Porsche nella Germania Ovest a partire dalla metà degli anni '60.
Durante la guerra fredda il Leopard 1 fu il principale carro da combattimento della Bundeswehr e di molte altre forze armate dell'Europa occidentale.

## Sviluppo
Alla metà degli anni cinquanta la Francia e la Germania Ovest volevano realizzare un nuovo carro da combattimento che prendesse il posto dei mezzi statunitensi in servizio, rivelatisi non del tutto soddisfacenti, dovendo fronteggiare le enormi masse di mezzi corazzati del Patto di Varsavia. Il programma congiunto fra i due paesi non andò in porto e la Germania proseguì per proprio conto. In particolare due proposte giunsero a confronto. Quella del cosiddetto Gruppo A (Porsche, Jung, Luther & Jordan e MaK) e quella del Gruppo B (Ingenieuburo, Warneke, Rheinstahl Hanomag ed Henschel). I primi prototipi furono pronti nel 1960 e, dopo le prime prove, nel 1962 fu piazzato un ordine per 26 esemplari di preserie del Gruppo A, risultato vincitore. Intanto venivano apposte continue modifiche, tra l'altro comprendenti l'adozione del pezzo britannico Royal Ordnance L7 da 105/51 mm. Nel 1963 la Germania si separò dal programma con la Francia. Nel 1963 la Krauss-Maffei fu nominata responsabile principale del programma mentre venivano definiti anche i veicoli ausiliari. I primi esemplari giunsero all'Esercito tedesco nel 1965 e la produzione andò avanti fino al 1979, per essere ripresa nel 1981, per le commesse turche e greche.
Nel 1979, dall'evoluzione del progetto Leopard 1 è nato il Leopard 2.
In dotazione all'Esercito Italiano vi erano Leopard che mostravano la collaborazione costruttiva di 3 Paesi: Italia, che con la "OTO MELARA" produceva lo scafo, Germania che forniva appunto il motore 10 cilindri a V di 37.400 cc doppio compressore volumetrico, e la Gran Bretagna con gli armamenti, cannone Vickers 105/51, mitragliatrici Browning. Primissima serie con cambio manuale, in seguito cambio variatore automatico. 
Quattro elementi l'equipaggio: In alto sulla torretta a sinistra il Capocarro anche con comandi generali di emergenza, come esclusione degli armamenti oppure avallo sulla partenza dei colpi, a destra gli operatori degli armamenti, il servente ed il cannoniere. Nello scafo anteriormente a destra era "incassato" il pilota. Un plotone carri era formato da 5 mezzi e si effettuavano esercitazioni congiunte anche con colpi veri da guerra. Esercitazione Display Determination 1985: plotone 5 carri avanzava sparando alle sagome colpi da guerra e venendo attaccati da caccia americani che colpivano i carri tramite linee di fuoco ovviamente fittizie. 
(Il plotone della III° Cp. carri "Matto" del XX° btg. carri "Livio Pentimalli" superò tutto il percorso, abbattendo tutte le sagome, ed evitando integralmente l'attacco aereo, giungendo così indenne con 5 carri alla meta e vincendo il premio in corso)

## Descrizione

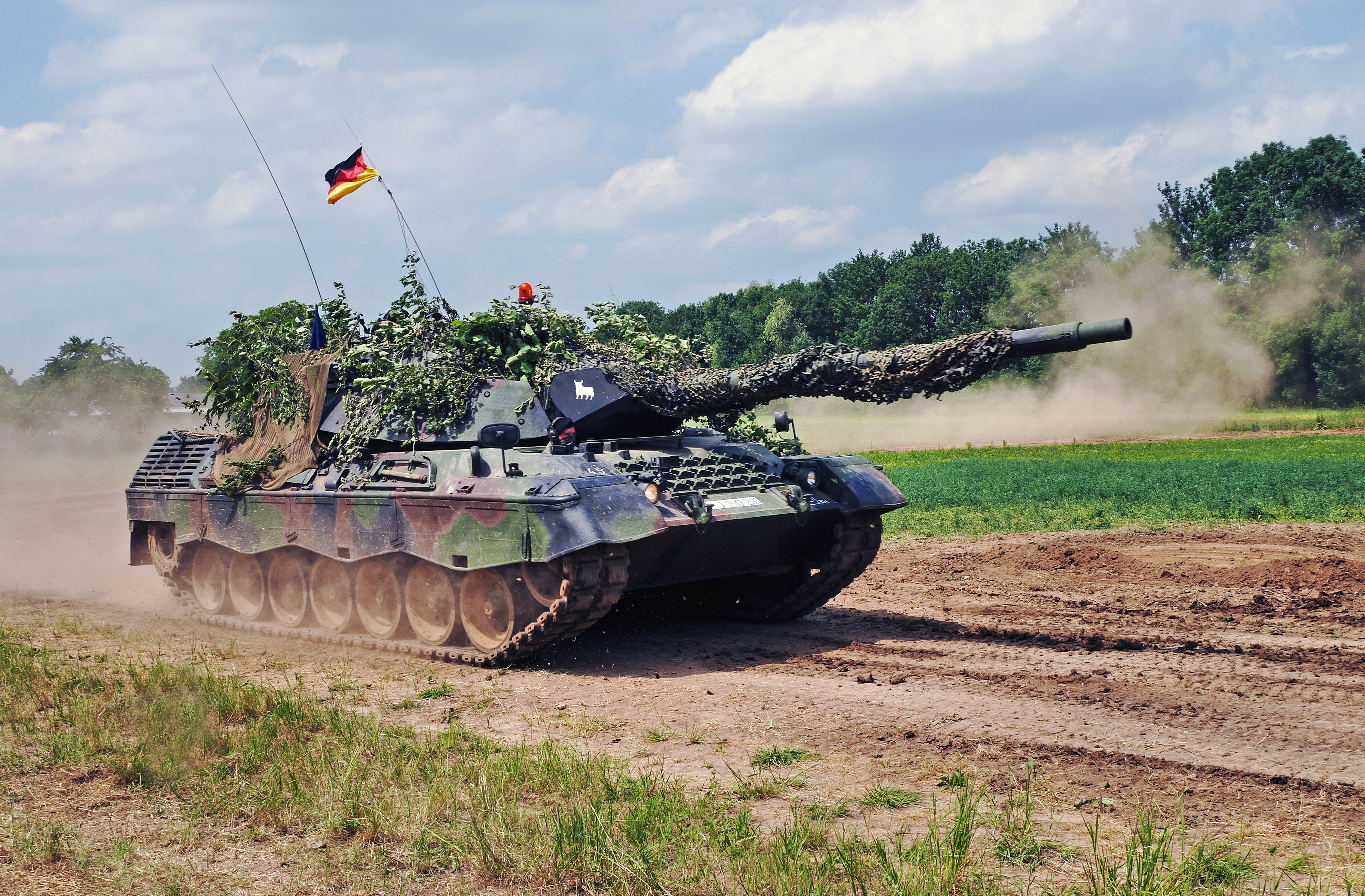
Leopard 1A5 tedesco

Il Leopard 1 è un carro da combattimento dalle linee classiche ma molto ben studiato. Scafo e torretta sono realizzate in acciaio saldato. La torretta è triposto, con il pilota posto nello scafo in posizione a destra. Il capocarro dispone di 8 periscopi panoramici oltre a un periscopio TRP-2A a ingrandimento variabile, che può essere reso coassiale al pezzo da 105 mm. Il suo portello può vedere il montaggio di una mitragliatrice da 7,62 mm. Il puntatore dispone di un telemetro ottico a coincidenza TEM-2A, con ingrandimento variabile oltre a un periscopio TZF-1A coassiale al cannone. Sopra di questo si trova il grande proiettore a luce bianca e infrarossa, dalle tipiche linee scatolari, che può essere anche smontato. Sul lato sinistro della torretta si trova un piccolo portello per far entrare i proiettili in torretta, fino a 13, mentre altri 44 trovano posto nella parte anteriore dello scafo. Il vano motore è separato da una paratia a prova d'incendio dalla camera di combattimento. Al suo interno trovano posto il 10 cilindri a V policarburante MTU MB 838 Ca M500 da 37400 cm³ sovralimentato da due compressori meccanici, che eroga una potenza di 830 HP (consumo medio 1 l ogni 300 m), accoppiata a una trasmissione ZF HP 250 e il sistema di raffreddamento. Sono sufficienti 20 minuti per rimuovere il gruppo motopropulsore, grazie a un sistema di disconnessione rapida. Sono disponibili 4 marce avanti e due indietro. Il treno di rotolamento è composto da 7 ruote portanti e quattro ruotini di rinvio, con sistema di sospensione principale a barre di torsione. La protezione era adeguata alle esigenze dell'epoca ma è stata continuamente migliorata. Esiste un sistema di estintori a funzionamento manuale o automatico e il carro è dotato di un sistema di protezione NBC completo. Per i guadi profondi è disponibile un sistema di tubi a incastro che va posizionato in corrispondenza del portello del comandante, che si posiziona al suo apice e guida, via interfono, il pilota durante il guado, che può raggiungere i 4 m di profondità.

## Armamento
L'armamento è imperniato sul classico Royal Ordnance L7 da 105/51 mm, su una mitragliatrice coassiale da 7,62 mm mentre un'altra mitragliatrice è di norma montata in corrispondenza del portello del comandante. Dotato di evacuatore dei fumi e di manicotto antidistorsione, il 105/51 mm è un ottimo pezzo che, con munizionamento adeguato, è in grado di avere ragione della protezione frontale di un T-72. Sono disponibili vari tipi di proiettili, fra cui gli APFSDS oltre ai classici HEAT e alle granate HESH e fumogene. I modelli più recenti hanno visto l'adozione del telemetro laser e di moderni sistemi per la condotta del tiro. La canna può essere cambiata in 20 minuti. Ai lati della torretta si trovano 8 mortai lanciafumogeni Wegman.

## Varianti
Le varianti del Leopard presentano solo modifiche alla torretta e ai sistemi al suo interno.
- Leopard 1: la versione iniziale.
- Leopard 1A1: Leopard 1 con cannone stabilizzato, manicotto antidistorsione e nuove componenti meccaniche e corazzature laterali lungo i cingoli.
- Leopard 1A1A1: Oltre agli aggiornamenti della versione A1 prevede corazzatura aggiuntiva imbullonata sulla torretta, sullo scudo del cannone e piastre aggiuntive saldate sulla parte frontale dello scafo. La maggior parte di questi mezzi è poi stata aggiornata allo stadio A5, con sistema di tiro computerizzato e visore notturno a immagine termica.
- Leopard 1A1A2: si tratta di carri A1A1 con sistema LLLTV (camera TV in grado di operare con bassa luminosità), utilizzabile per l'osservazione e il puntamento. Molti sono stati portati allo stadio A5.
- Leopard 1A2: Come per le versioni precedenti, torretta realizzata per fusione ma con leghe metalliche più resistenti. Protezione NBC migliorata, aria condizionata e visore notturno ad intensificazione di luce per il pilota e il comandante.
- Leopard 1A3: Nuova torretta completamente ridisegnata realizzata con corazzature spaziate. Protezione migliorata del 50% rispetto alla precedente versione.
- Leopard 1A4: Versione finale. Molto simile al Leopard 1A3 ma con un sistema per il controllo del tiro computerizzato e l'armamento principale completamente stabilizzato sui tre assi. Ne sono stati realizzati 250, di cui 150 per la Turchia.
- Leopard 1A5: La versione A5 è un aggiornamento studiato per i Leopard 1A, A1A1 e A1A2 che prevede torretta modificata nella parte posteriore sia per poter alloggiare i nuovi sistemi di condotta del tiro computerizzati, sia per alloggiare le munizioni del cannone che, in precedenza, erano stivate a lato del pilota. Il carro può essere equipaggiato con ulteriori corazze addizionali composite MEXAS. La Versione A5 Italiana prevede anche nuovo sistema di condotta del tiro Barr & Stroud SIRIO un novo sistema di stabilizzazione del cannone e sistema di rotazione della torretta GEO Drive 90.

Gli aggiornamenti sarebbero dovuti proseguire, ma i mutati scenari internazionali hanno fatto rinunciare a questi investimenti. Era stata studiata l'opportunità di dotare i Leopard 1 anche con un pezzo da 120/44mm.
Dallo scafo del Leopard 1 è stato ricavato quello per il semovente antiaereo Gepard dotato di torretta con due armi da 35 mm e di due apparati radar, oltre a versioni specializzate per il genio (AEV), recupero (ARV), gettaponte (VLB) e spazzamine (MW).
Il Leopard 1 è, o è stato utilizzato dagli eserciti di Australia, Belgio, Canada, Danimarca, Germania, Grecia, Italia, Norvegia, Paesi Bassi e Turchia.

## Operatori attuali
Brasile
- Exército Brasileiro
  - 129 Leopard 1A1BE, 220 Leopard 1A5BR, 4 Leopard 1 AEV. 4 Leopard 1 ARV, 4 Leopard 1 VLB.[1]

 Canada
- Canadian Army
  - 61 Leopard 1C2 (in riserva). Modello equivalente all'1A5.[2]

 Cile
- Ejército de Chile
  - 115 Leopard 1V (equivalente all'1A5), 9 Leopard 1 AEV, 35 Leopard 1 ARV, 16 Leopard 1 VLB, 3 Leopard 1 MW.[3]

 Ecuador
- Ejército Ecuatoriano
  - 30 Leopard 1A5, 30 Leopard 1V.[4]

 Estonia
- Eesti maavägi
  - 1 Leopard 1 AEV.[5]

 Germania
- Deutsches Heer
  - 56 Leopard 1 ARV.[6]

 Grecia
- Ellinikós Stratós
  - 513 Leopard 1A4/5, 43 Leopard 1 ARV, 12 Leopard 1 Leguan VLB.[7]

 Italia
- Esercito italiano
  - 40 Leopard 1 AEV, 137 Leopard 1 ARV e 64 Leopard 1 AVLB Biber.[8]

 Paesi Bassi
- Koninklijke Landmacht
  - 17 Leopard VLB.[9]

 Norvegia
- Kongelige Norske Hæren
  - 6 Leopard 1 ARV, 9 Leopard VLB.[10]

 Turchia
- Türk Kara Kuvvetleri
  - 170 Leopard 1A4, 277 Leopard 1A3, 12 Leopard 1 ARV.[11]

 Ucraina
- Forze armate dell'Ucraina
  - 135 Leopard 1A5, 30 Leopard 1A5BE.[12]